# 3571 Milanstefanik
3571 Milanstefanik је астероид. Приближан пречник астероида је 38,88 ,
а средња удаљеност астероида од Сунца износи 3,931 астрономских јединица (АЈ).
Инклинација (нагиб) орбите у односу на раван еклиптике је 7,857 степени, а орбитални период износи 2847,763 дана (7,796 година). Ексцентрицитет орбите астероида износи 0,111.
Апсолутна магнитуда астероида износи 11,10 а геометријски албедо 0,042.
Астероид је откривен 15. марта 1982. године.